# Earlville (Iowa)
Earlville es una ciudad situada en el condado de Delaware, en el estado de Iowa, Estados Unidos. Según el censo de 2010 tenía una población de 812 habitantes.

## Geografía
Según la Oficina del Censo de los Estados Unidos, la localidad tiene un área total de 1,43 km², la totalidad de los cuales 1,43 km² corresponden a tierra firme.

## Demografía
Según el censo de 2010, había 812 personas residiendo en la localidad. La densidad de población era de 567,83 hab./km². Había 354 viviendas con una densidad media de 247,55 viviendas/km². El 98,65% de los habitantes eran blancos, el 0,12% asiáticos, el 0,62% de otras razas, y el 0,62% pertenecía a dos o más razas. El 2,46% de la población eran hispanos o latinos de cualquier raza.